# نيميسيو موسكيرا
نيميسيو موسكيرا (بالإسبانية: Nemesio Mosquera)‏ هو لاعب كرة قدم بيروفي، ولد في 19 ديسمبر 1936 في ليما في بيرو، وتوفي في 27 يونيو 2019.

## وصلات خارجية
- نيميسيو موسكيرا على موقع قاعدة بيانات كرة القدم.إي يو (الإنجليزية)
- نيميسيو موسكيرا على موقع ناشيونال فوتبول تيمز (الإنجليزية)
- نيميسيو موسكيرا على موقع عالم كرة القدم.نت (الإنجليزية)